# Bekännare

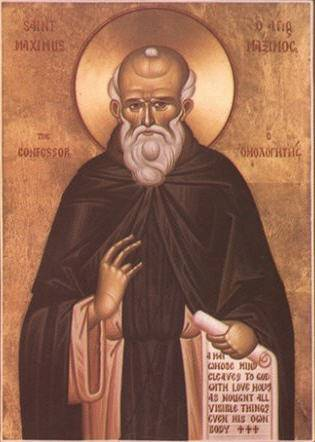
Sankt Maximus Bekännaren

Bekännare, på latin confessor, kallas sedan fornkristen tid en person som har fått utstå lidanden för sin tro utan att lida martyrdöden. Denna betydelse används fortfarande inom den östliga kristendomen.
Sedan medeltiden används ordet bekännare om alla manliga helgon inom Romersk-katolska kyrkan som inte är martyrer. I den latinska kyrkan har begreppet kommit att beteckna de helgon samt saligförklarade som inte kan kategoriseras som varken martyrer, apostlar, evangelister eller jungfruhelgon. När  kristendomen blev den dominerande religionen i Europa blev förföljelser ovanliga och titeln gavs istället till helgon som levt ett heligt liv och dött en naturlig död. Ett av de mer kända exemplen på detta är den engelske kungen Edvard Bekännaren. Bland icke helgonförklarade med detta epitet finns Ernst bekännaren av Braunchweig.